# Abd-Al·lah ibn Iyad
Abd-Al·lah ibn Iyad fou un guerrer i governador andalusí de Múrsiya (1145-1147).
Es tractava d'un oficial de l'exèrcit de gran carisma i molt valorat entre els seus hòmens per valent i bon estrateg.

## Governador de Làrida
Abd-Al·lah ibn Iyad fou nomenat valí de Làrida en ple avanç aragonès cap a Saraqusta amb voluntat d'arribar al Mediterrani, va pactar el 1120 amb Ramon Berenguer III la cessió del Castell de Corbins a canvi d'evitar la caiguda de Làrida a canvi del suport contra els musulmans de Turtuixa, cedint a més els castells de Gebut, Alfés i Castelldans, provocant el fallit setge de Làrida d'Alfons el Bataller entre 1122 i 1123. Quan Turtuixa ja havia caigut en mans del comtat de Barcelona, va trencar el pacte amb Ramon Berenguer i va envair el Segrià i amenaçant Albesa i les últimes conquestes del comtat d'Urgell, aprofitant-se de la rivalitat entre Ramon Berenguer III i Alfons el Bataller per apoderar-se de Làrida. El Comtat de Barcelona fou derrotat i perdé el castell de Corbins. El 1145, en plena desintegració de l'imperi almoràvit, fou rellevat pel mateix Ishaq ibn Taixfín ibn Yússuf i nomenat governador de Madina Múrsiya.

## Emir de Múrsiya
Abd-Al·lah ibn Iyad encapçalà la rebel·lió andalusina i antialmoràvit de mitjan segle xii a Xarq al-Àndalus. L'any 1145 a Balànsiya les tropes del cadi Abu-Màlik Marwan ibn Abd-al-Aziz, que havien expulsat els almoràvits, es mostraven descontentes amb aquest cadi, perquè prestava més atenció a la cort que a la seguretat i els cristians atacaven la població. Així les coses, van decidir donar un colp de mà i substituir-lo per Abd Al·lah ibn Iyad, governador de Madina Múrsiya.
Fou al desembre que ibn Iyad va marxar cap a Balànsiya per a fer-se càrrec del comandament i de la situació. Va tornar el 7 de gener de 1146 deixant el seu cunyat Abd-Al·lah ibn Sad ibn Mardanix a càrrec de Balànsiya. El mes següent, Ibn Iyad i el seu protector Sayf-ad-Dawla van ser derrotats per les tropes cristianes aliades amb el cabdill Abd-Al·lah ath-Thaghrí en la batalla d'al-Ludjdj el 5 de febrer de 1146 de què va escapar viu quasi de miracle, encara que tant Sad ibn Mardanix com Sayf-ad-Dawla van morir.
Abd-Al·lah ibn Jarak ath-Thaghrí, que havia conspirat amb Alfons VII de Castella per arrabassar-li el poder a Múrcia, ho va aconseguir al maig de 1146, després d'expulsar de la ciutat al lloctinent d'Ibn Iyad. Però el seu govern durà poc, ja que va morir al setembre d'aquell mateix any a les mans de les tropes d'Ibn Iyad, que van assaltar la ciutat i el van perseguir en la seua precipitada fugida cap a Oriola. Ibn Iyad va reprendre el govern i elo va mantenir fins a la seua mort a l'agost de 1147, esdevinguda a Uclés per ferida de guerra infligida en el seu enfrontament amb la família dels Banu Yamail.